# Copidognathus australensis
Copidognathus australensis is een mijtensoort uit de familie van de Halacaridae. De wetenschappelijke naam van de soort is voor het eerst geldig gepubliceerd in 1909 door Lohmann.